# 为人民服务 (2022年电影)
《为人民服务》（韓語：인민을 위해 복무하라）是2022年上映的韩国情色片，由张哲秀执导，延宇振、智眼、趙成夏和金基哲主演，改编自中国作家阎连科的同名小说。故事设置在1970年代的虚构社会主义国家（影射朝鲜），讲述模范士兵武光与首长师团长夫人秀莲的浪漫关系，展现了武光内心的矛盾情绪。影片于2022年2月23日在韩国上映。

## 背景
获得“为人民服务”称号的模范士兵申武光来到师团长的家，负责在师团长奔赴前线指挥作战时照顾其夫人秀莲。趁师团长不在家，年轻貌美的秀莲对武光进行性爱诱惑，让对方的革命信念产生动摇。

## 演員
- 延宇振 饰 武光[3]
- 智眼 饰 秀莲[4]
- 趙成夏 饰 师团长[5]
- 金基哲 饰 军团长
- 朴正恩 饰 指导员妻子
- 吴宇彬 饰 退伍老兵
- 韩敏烨 饰 司机
- 张海珉 饰 武光的妻子

## 制作
2013年7月，报道指影片计划改编中国作家阎连科的小说《为人民服务》，由张哲秀执导，主演延宇振扮演挣扎于出身成分差异及性欲望、折服于首长夫人诱惑的士兵。
延宇振在采访中表示自己早在2014年就读过剧本，但拍摄工作到了2020年才展开。2020年9月，延宇振和智眼正式宣布担任主演，张哲秀任导演，猎豹电影公司制片。影片是智眼自2017年电影《路》以来的首部作品。

## 发行
影片于2022年2月23日在全韩国595块银幕上映，首日位列票房榜第四位。